# Chambolle-Musigny
Chambolle-Musigny ist eine französische Gemeinde und ein Weinort in der Region Bourgogne-Franche-Comté, im Département Côte-d’Or.

## Geografie
Die Gemeinde hat 268 Einwohner (Stand 1. Januar 2022), liegt auf einer Höhe von 264 m über dem Meer und verfügt über eine Fläche von 757 Hektar. Chambolle-Musigny liegt etwa 15 Kilometer südlich von Dijon und grenzt im Süden an Vougeot sowie im Norden an Morey-Saint-Denis. Wie viele Gemeinden der Côte de Nuits fügte die Gemeinde Chambolle den Namen seiner Top-Lage Musigny 1882 an den Gemeindenamen an.

## Bevölkerungsentwicklung
| Jahr                       | 1962 | 1968 | 1975 | 1982 | 1990 | 1999 | 2006 | 2016 |
| Einwohner                  | 444  | 455  | 403  | 364  | 355  | 313  | 308  | 296  |
| Quellen: Cassini und INSEE |      |      |      |      |      |      |      |      |

## Weinbaugebiet Chambolle-Musigny
Die Appellation Chambolle-Musigny, (Appellation d’Origine Contrôlée seit dem 11. September 1936) verfügt über 24 Premier Cru- auf einer Gesamtfläche von 61 Hektar sowie zwei Grand-Cru-Lagen auf einer Gesamtfläche von 24,2 ha. Hergestellt werden hauptsächlich Rotweine aus der Rebsorte Pinot noir. Der Ertrag ist beim Rotwein für die normale Orts-Appellation auf 40 hl/ha beschränkt. Durch Ausnahmeregelungen darf der Ertrag um max. 20 % höher liegen. Die durchschnittlichen Erntemenge liegt bei ca. 6637 hl/Jahr Rotwein (in dieser Mengenangabe ist die Fläche der Grand Cru ausgenommen).
Der Mindestalkoholgehalt beträgt 10,5 % Vol. für den Rotwein sowie 11 % Vol. für den Weißwein. Im Falle einer künstlichen Anreicherung durch Trockenzucker (Chaptalisation) wird ein maximaler Alkoholgehalt festgelegt, der bei 13,5 % Vol. für Rotwein und bei 14 % Vol. bei Weißwein liegt.
Liste der Premiers Cru in Chambolle-Musigny:
Les Véroilles, Les Sentiers, Les Baudes, Les Noirots, Les Lavrottes, Les Fuées, Aux Beaux Bruns, Aux Echanges, Les Charmes, Les Plantes, Aux Combottes, Derrière La Grange, Les Gruenchers, Les Groseilles, Les Combottes, Les Feusselottes, Les Chatelots, Les Cras, Les Carrières, Les Chabiots, Les Amoureuses, Les Borniques, Les Hauts Doix, La Combe d'Orveau
Liste der Grands Crus:
Musigny (ca. 10,85 Hektar, liegt oberhalb der berühmten Lage Clos de Vougeot aus dem Nachbardorf Vougeot), Bonnes-Mares

## Gemeindepartnerschaften
- Schwabenheim an der Selz in Rheinhessen, Deutschland